# Koi ni Booing Boo!
Singles de S/mileage
Short Cut
(2011) Uchōten Love
(2011)
 Koi ni Booing Boo!  (恋にBooing ブー!, ou Koi ni Booing Buu!) est le 5e single "major" (et 9e single au total) du groupe de J-pop S/mileage, sorti en 2011.

## Présentation
Le single, écrit, composé et produit par Tsunku, sort le 27 avril 2011 au Japon sur le label hachama, trois mois après son précédent single, Short Cut. Il atteint la 6e place du classement des ventes de l'oricon, et reste classé pendant trois semaines. Il sort aussi en quatre éditions limitées notées "A", "B", "C", et "D", avec des pochettes différentes, une chanson en "face B" différente, et pour les trois premières un DVD différent en supplément (la "D" n'a pas de DVD). Le single sort aussi au format "Single V" (vidéo DVD contenant le clip vidéo) deux semaines plus tard, le 11 mai 2011 ; cette fois, il ne sort pas aussi dans une édition limitée "Event V" (DVD) vendue lors de prestations du groupe.
La chanson-titre est utilisée comme générique de fin de l'émission télévisée Piramekino de la chaine TV Tokyo durant le mois d'avril 2011. Elle ne figurera que sur la compilation S/mileage Best Album Kanzenban 1 qui sort un an plus tard. La chanson en "face B" de l'édition régulière est une reprise de Koi wo Shichaimashita! sortie en single en 2001 par l'ancien groupe affilié Tanpopo. La chanson qui la remplace en "face B" des éditions limitées est une nouvelle chanson : Hatsukoi no Anata e.

## Formation
Membres du groupe créditées sur le single :
- Ayaka Wada
- Yūka Maeda
- Kanon Fukuda
- Saki Ogawa

## Liste des titres
Single CD (édition régulière)
1. Koi ni Booing Boo!  (恋にBooing ブー!?)
2. Koi wo Shichaimashita!  (恋をしちゃいました!?) (reprise de Koi wo Shichaimashita!)
3. Koi ni Booing Boo! (instrumental)  (恋にBooing ブー!...?)

Single CD (éditions limitées)
1. Koi ni Booing Boo!  (恋にBooing ブー!?)
2. Hatsukoi no Anata e  (初恋の貴方へ?)
3. Koi ni Booing Boo! (instrumental)  (恋にBooing ブー!...?)

DVD de l'édition limitée "A"
1. Koi ni Booing Boo! (Dance Shot Ver.)  (恋にBooing ブー!...?)

DVD de l'édition limitée "B"
1. Koi ni Booing Boo! (Boo Ver.)  (恋にBooing ブー!...?)

DVD de l'édition limitée "C"
1. Koi ni Booing Boo! (Black Ver.)  (恋にBooing ブー!...?)

Single V (DVD)
1. Koi ni Booing Boo!  (恋にBooing ブー!?) (clip vidéo)
2. Koi ni Booing Boo! (Close-up Ver.)  (恋にBooing ブー!...?)
3. Making of  (メイキング映像?)